# Bötzow (Oberkrämer)
Bötzow ist ein Ortsteil der Gemeinde Oberkrämer im Landkreis Oberhavel in Brandenburg.

## Geographie

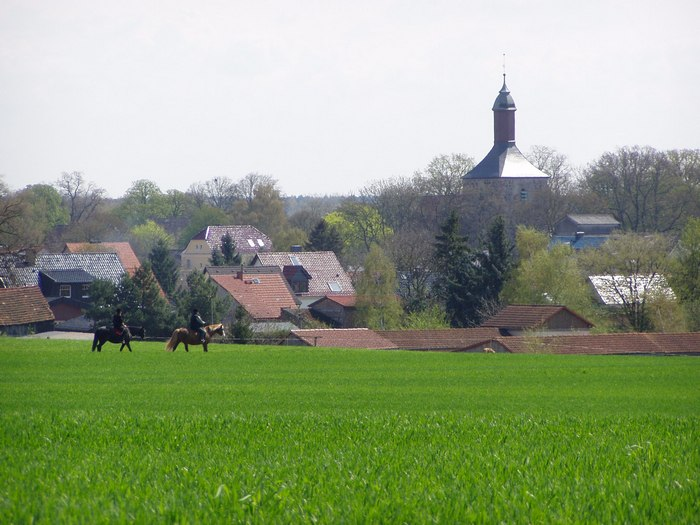
Blick auf Bötzow

Es liegt nordwestlich von Berlin im südlichsten Zipfel des Landkreises Oberhavel.
Mit 20 weiteren Gemeinden bildet Bötzow einen Dörferkranz um den Krämer. Der Krämer ist ein ca. 60 km² großes Waldgebiet, das den südwestlichen Teil des Ländchen Glien bedeckt. „Glien“ kommt aus dem Slawischen und bedeutet Lehm oder Ton, womit die Bodenbeschaffenheit dieser Gegend wohl recht treffend beschrieben ist. Bötzow liegt am Südostrand des Gliens und des Krämers. Der Höhenunterschied in der Gemeinde kommt aus dieser Hanglage. Die höheren Teile befinden sich auf dem Rand des Ländchen Glien. Die tiefstgelegenen Teile sind die noch zum Havelländischen Luch gehörenden angrenzenden Wiesen.
Der Krämer Wald oder Krämer Forst ist auch das Zentrum und Namensgeber des gleichnamigen Regionalparks.
Bötzow lag an der Bahnstrecke Nauen–Velten und der Bahnstrecke Bötzow–Berlin-Spandau.

## Geschichte

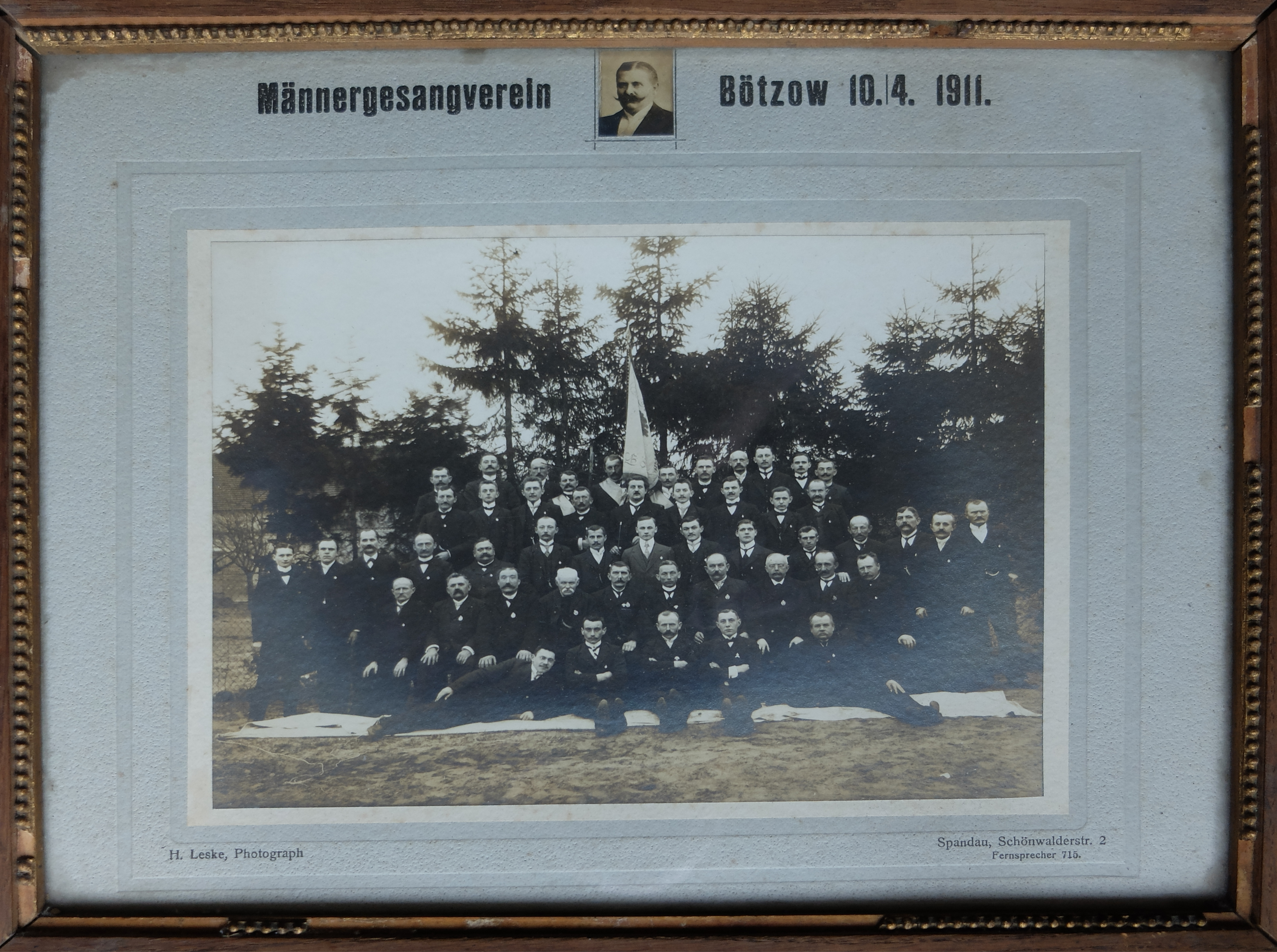
Männergesangsverein Bötzow 10.04.1911

Erstmals wurde das Dorf „Cotzebant“ 1355 in einer Urkunde erwähnt. Der Name lässt sich auf das elbslawische Chocebady, als Bedeutung von „Ort eines Mannes namens Chocebad“ zurückführen. Andere Quellen nennen auch das „Dorf der Kossäten“ als Namensgeber bzw. bringen es mit den slawischen Wörtern kot für Katze oder aber auch koza für Ziege in Verbindung. Bis zum Jahr 1694 trug das Dorf diesen Namen. Als der Kurfürst Friedrich III. das Dorf von Heinrich Wilhelm von der Gröben kaufte, benannte er es in Bötzow um. Den Namen Bötzow trug das heutige Oranienburg bis zu seiner Umbenennung im Jahr 1653.
Von 1650 an war Cotzebant/Bötzow die Hauptpoststation für das Land Glien an der Poststraße Berlin – Hamburg.
Mit dem Einzug der Großindustrie in Hennigsdorf und dem damit verbundenen Bedarf an Arbeitern und deren Unterbringung wurde 1926 eine Siedlung Neu-Bötzow gegründet. Diese entstand auf den schlechtesten Böden des 1919 aufgelösten Bötzower Gutes. Im Jahr 1936 wurden Bötzow und Neu-Bötzow zu Bötzow zusammengefasst.
Die Osthavelländische Kreisbahnen AG baute, unter anderem, in den Jahren 1903/04 die Kleinbahnstrecke Velten–Bötzow–Nauen und 1908/09 die Strecke Bötzow–Spandau. In den Nachkriegsjahren ging der Verkehr auf der Strecke Bötzow–Spandau immer weiter zurück. 1953 wurde diese Strecke eingestellt, um den Berliner Außenring aufzubauen, der heute in der Nähe Bötzows verläuft. Auf der Strecke Velten–Bötzow–Nauen wurde der Personenverkehr 1963 eingestellt und 1964 auch der Güterverkehr.
Mit dem Bahnanschluss entstand 1905 in Bötzow West eine Müllverwertung. Dort wurde der Hausmüll aus Berlin mit der Eisenbahn antransportiert und per Hand sortiert. Es wurden alle wiederverwertbaren Materialien, wie Glas, Metalle und Stoff aussortiert und der kompostierbare Rest auf sumpfigen Wiesen zwischen Bötzow und Wansdorf ausgebracht. Als im Jahr 1917 die Auslademöglichkeiten erschöpft waren, wurde der Betrieb aufgelöst.
Im Jahr 1920 wurden die Gebäude der ehemaligen Müllverwertung von der Firma „OEMETA Chemische Werke GmbH“ übernommen. Dort wurden Bohr- und Schneidöle hergestellt. Ende der 1920er Jahre begann man mit der Herstellung von Schleifscheiben. 1952 wurde aus dem Werk der „VEB Schleifscheibenfabrik Bötzow“, die heutige „Bötzower Schleifwerkzeuge GmbH“.
In den Jahren 1941 bis 1945 wurde auf dem Mathiasberg ein Windkraft-Versuchsfeld von dem Ingenieur Hermann Honnef betrieben. Hier sind erstmals in Deutschland Großversuche zur Nutzung der Windenergie betrieben worden. Es wurden fünf Anlagen mit Leistungen zwischen 500 W und 15 kW getestet.
Am 31. Dezember 2001 wurde Bötzow in die Großgemeinde Oberkrämer eingegliedert.

## Bevölkerungsentwicklung
| Jahr | Einwohner |
| ---- | --------- |
| 1875 | 545       |
| 1890 | 662       |
| 1910 | 864       |
| 1925 | 818       |
| 1933 | 818       |

| Jahr | Einwohner |
| ---- | --------- |
| 1939 | 2.700     |
| 1946 | 2.808     |
| 1950 | 2.851     |
| 1964 | 2.302     |
| 1971 | 2.195     |

| Jahr | Einwohner |
| ---- | --------- |
| 1981 | 1.987     |
| 1985 | 1.943     |
| 1989 | 1.785     |
| 1990 | 1.734     |
| 1991 | 1.671     |

| Jahr | Einwohner |
| ---- | --------- |
| 1992 | 1.639     |
| 1993 | 1.737     |
| 1994 | 1.784     |
| 1995 | 1.848     |
| 1996 | 1.815     |

| Jahr | Einwohner |
| ---- | --------- |
| 1997 | 1.954     |
| 1998 | 2.087     |
| 1999 | 2.265     |
| 2000 | 2.352     |

Gebietsstand des jeweiligen Jahres
Einwohnerentwicklung des Ortsteiles von 2004 bis 2018
| Jahr | Einwohner | Differenz zum Vorjahr |
| ---- | --------- | --------------------- |
| 2004 | 2.785     |                       |
| 2005 | 2.904     | + 119 Einwohner       |
| 2006 | 2.973     | + 69 Einwohner        |
| 2007 | 2.947     | − 26 Einwohner        |
| 2008 | 2.937     | - 10 Einwohner        |
| 2009 | 2.967     | + 30 Einwohner        |
| 2010 | 2.981     | + 14 Einwohner        |
| 2011 | 2.955     | - 26 Einwohner        |
| 2012 | 2.970     | + 15 Einwohner        |
| 2013 | 3.029     | + 59 Einwohner        |
| 2014 | 3.047     | + 18 Einwohner        |
| 2015 | 3.112     | + 65 Einwohner        |
| 2016 | 3.181     | + 69 Einwohner        |
| 2017 | 3.232     | + 51 Einwohner        |
| 2018 | 3.202     | - 30 Einwohner        |
| 2019 | 3.210     | + 8 Einwohner         |
| 2020 | 3.197     | - 13 Einwohner        |
| 2021 | 3.229     | + 32 Einwohner        |
| 2022 | 3.250     | + 21 Einwohner        |

## Politik

### Wappen
| Wappen von Bötzow | Blasonierung: „Von Silber über Blau im Wellenschnitt schräglinks geteilt; oben ein grünes Kastanienblatt, unten ein fliegender silberner Schwan.“ |
| Wappen von Bötzow | Wappenbegründung: Für Bötzow lässt sich aktenkundig kein historisches Siegel- oder Wappenbild nachweisen. Das Kastanienblatt bezieht sich auf die die Dorfaue säumenden Kastanienbäume, die ein Charakteristikum für die alte Dorfanlage darstellt. Der Schwan vertritt die Siedlung Neu-Bötzow, auf deren zahlreichen sie umgebenen Pfuhlen eine Schwanenpopulation vorhanden ist. Die Wellenlinie und die blaue Tingierung des unteren Feldes stehen für den Gewässerreichtum in der Gemarkung Bötzow. Das Wappen wurde von Christian Gering aus Schönwalde-Dorf und Lynn Tabbert aus Vehlefanz gestaltet und am 6. Januar 1995 durch das Ministerium des Innern genehmigt. |

### Flagge
Die Flagge wurde von Christian Gering aus Schönwalde-Dorf und Lynn Tabbert aus Vehlefanz gestaltet und am 6. Januar 1995 durch das Ministerium des Innern genehmigt.
Die Flagge ist Grün – Weiß – Blau (1:2:1) gestreift (Querform: Streifen waagerecht verlaufend, Längsform: Streifen senkrecht verlaufend) und mittig mit dem Wappen belegt.

## Kultur und Sehenswürdigkeiten
- Die Bötzower Nikolaikirche ist ein spätgotischer Feldsteinbau aus dem 15. Jahrhundert. Sie liegt an dem schon im Mittelalter begangenen Pilgerweg von Berlin nach Wilsnack, der ein Teilstück eines Jakobswegs nach Santiago de Compostela ist. Da die Kirche dem heiligen Nicolaus, dem ältesten Kirchenheiligen der Mark, geweiht wurde, wird angenommen, dass es sich hierbei um den Umbau eines noch älteren Gotteshauses handelt. Bei einer Erneuerung im Jahre 1704 fand man die Weihurkunde der Kirche beim Versetzen des Altares. Im Jahr 1743 wurde von Joachim Wagner die Orgel gebaut. Der hölzerne Turmaufsatz stammt aus 1757. Diese Jahreszahl ziert auch die Wetterfahne auf der Spitze. Bei einer Instandsetzung im Jahr 1931 wurden zwei gotische Fresken freigelegt und wiederhergestellt. Der Turm birgt eines der wertvollsten Geläute Brandenburgs. Es besteht aus vier Glocken, welche 1418, 1516, 1593 sowie im 14. Jahrhundert gegossen wurden.

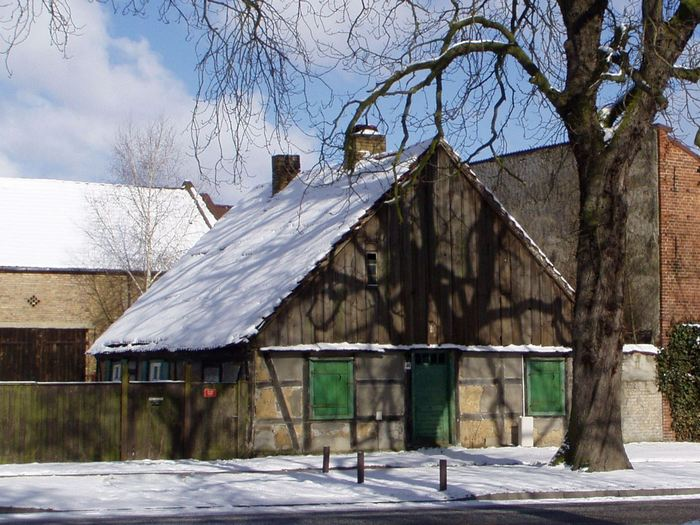
Märkisches Dielenhaus

- Eines der ältesten Gebäude Bötzows steht in der Dorfaue 46. Es ist ein typisches Märkisches Mittelflurhaus oder auch Märkisches Dielenhaus.

Preußischer Postmeilenstein im Krämer Wald

- Von Bötzow aus führt die ehemalige Hamburger Poststraße als Wander- und Radweg durch den Krämer Wald. Um diesen für einen „sanften“ Tourismus zu erschließen, wurde der „Förderverein Regionalpark Krämer Forst“ gegründet.
- Mitten auf dem Krämer befindet sich eine große Lichtung. Hier stand der Ziegenkrug, ein typisches Post- und Wirtshaus, das in den 1960er Jahren abgerissen wurde. Unweit hiervon ist auch ein preußischer Postmeilenstein und der Nachbau eines historischen Wegweisers.